# Sigmodontinae
Sigmodontinae là một phân họ động vật gặm nhấm trong họ Cricetidae. Các loài động vật gặm nhấm trong phân họ này là một trong những nhóm động vật có vú đa dạng nhất. Nó bao gồm chuột và chuột Tân Thế giới, với ít nhất 376 loài. Tên gọi "Sigmodontinae" dựa trên tên loại chi là Sigmodon. Tên gọi này lần lượt xuất phát từ nguồn gốc tiếng Hy Lạp của từ "S-tooth" (tứ là dấu "S" và "răng miệng chỉ về răng) đối với các răng hàm có hình chữ S khi nhìn từ phía trên xuống. Nhiều ý kiến nên cấu thành một đơn vị lớn bao gồm Neotominae và Tylomyinae như là một phần của một khái niệm lớn hơn của phân họ Sigmodontinae.
Khi những chi này được đưa vào, số lượng loài ít nhất là 508. Sự phân bố của chúng bao gồm phần lớn vùng Tân Thế giới, nhưng các chi thường là ở Nam Mỹ, chẳng hạn như Brucies. Những con chuột này đã xâm chiếm Nam Mỹ từ Trung Mỹ như là một phần của giao lộ Đại Châu Mỹ gần cuối thế Miocene khoảng 5 triệu năm trước. Sigmodontinae đa dạng hoá bùng nổ trong lục địa bị cô lập trước đây. Chúng sống trong nhiều hốc đá sinh thái mà phân họ chuột Murinae chiếm giữ trong Thế giới Cũ (châu Á và châu Phi). 